# Туманність Оріона
Туманність Оріона (також відома як Мессьє 42, М42 та NGC 1976) — це емісійна туманність (областю H II) з зеленуватим відтінком, що розташована нижче Пояса Оріона. Це найяскравіша дифузна туманність, її поверхня простягається приблизно на 80×60 кутових мінут, що більш ніж в 4 рази перевищує площу повного Місяця і має блиск близько 4 зоряної величини, звідси гарна видимість на нічному небі, навіть неозброєним оком, а її положення на небесному екваторі робить цю туманність видимою майже в будь-якій точці Землі. М42 знаходиться на відстані близько 1344 світлових років від Землі і має 33 світлових роки в поперечнику.
У північній частині М42 проходить темна смуга пилу, що відокремлює від основної частини туманності її північно-східну частину, внесену в каталог як М43.

## Історія вивчення
Відкриття туманності Оріона ряд джерел помилково приписує німецькому астроному Йоганну Цізату, за іншими даними, її було відкрито французьким астрономом Ніколя-Клод Фабрі де Пейреск.
Вперше докладно її описав Х. Гюйгенс в 1656 році.
Міжнародна команда дослідників, використовуючи телескоп Джеймса Вебба, підтвердила наявність протопланетних дисків навколо коричневих карликів у Туманності Оріона, раніше виявлених телескопом «Габбл». Коричневі карлики — це невеликі, схожі на зірки об’єкти, де не відбувається воднева фузія. Відкриття допоможе зрозуміти, як формуються ці об’єкти та чи можуть вони мати власні планетні системи.
Спостереження показали, що Туманність Оріона містить сотні можливих коричневих карликів із протопланетними дисками. Майбутні дослідження за допомогою телескопа Вебба дозволять глибше вивчити процеси утворення коричневих карликів та їх зв’язок із зірками і планетами.

## Цікаві об'єкти

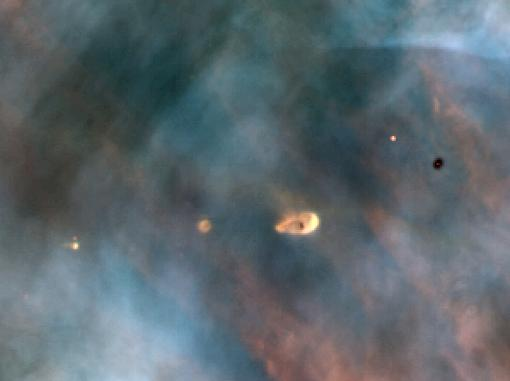
протопланетний диск в туманності Оріона.

За допомогою орбітального телескопа Хаббл науковці з НАСА виявили протопланетний диск в районі Трапеції. Сам район Трапеція, розташований просто в центрі туманності, отримав назву завдяки чотирьом масивним зіркам, розташованим у вигляді трапеції. У нижній частині М42 виявлено кілька коричневих карликів.
В червні 2023 року, завдяки застосуванню космічного телескопу Джеймса Вебба (JWST), вчені вперше виявили нову сполуку вуглецю в космосі, відому як метиловий катіон. Метиловий катіон був виявлений у молодій зоряній системі d203-506, розташованій на відстані близько 1350 світлових років від Землі, у Туманності Оріона. Вчені підкреслюють, що сполуки вуглецю є основою для життя, яке нам відоме, саме тому це відкриття може мати важливе значення для пояснення походження і розвитку життя на Землі та підтвердити можливість його розвитку в інших куточках Всесвіту.
В 2023 році, вивчаючи нові знімки Туманності Оріона, які були зроблені телескопом Джеймса Вебба, астрономи несподівано виявили кілька десятків дивних парних об'єктів розміром приблизно з Юпітер, які отримали назву JuMBO. Сучасні моделі зореутворення пояснити їх не можуть, а розташування їх усіх лише в одному місці породжує ще більше запитань. Астрономи за допомогою телескопа Джеймса Вебба виявили протопланетні диски навколо коричневих карликів у Туманності Оріона. Це відкриття свідчить про те, що навіть об'єкти, менші за зірки, можуть мати власні планетні системи.
Коричневі карлики — це небесні тіла, які занадто масивні, щоб бути планетами, але занадто малі для того, щоб у їхніх надрах розпочалися термоядерні реакції, характерні для зірок. Дослідження цих об'єктів допоможе вченим краще зрозуміти процеси формування планет і зірок.
Туманність Оріона — це ідеальне місце для спостережень подібного роду, оскільки вона є одним з найближчих до Землі регіонів активного зореутворення. Завдяки високій чутливості телескопа Вебба вчені змогли виявити диски навколо об'єктів, маса яких всього в кілька разів перевищує масу Юпітера.
Це відкриття відкриває нові горизонти для астрономії і підтверджує, що наша Сонячна система — далеко не єдина в космосі, де можуть існувати планети.

## Фізичні характеристики
Туманність видно навіть неозброєним оком та навіть у районах з високою світловою забрудненістю. При спостереженні, вона виглядає як центральна «зірка» в «мечі» Оріона, який складається з трьох зірок, розташованих на південь від поясу Оріона. «Зірка» виявляється нечіткою при якісному спостереженні, її туманну структуру можна розгледіти навіть через бінокль або невеликий телескоп. Максимум поверхневої яскравості центральної області становить близько 14 мілініт, а зовнішнє синювате світіння має максимум яскравості близько 0,27 мілініт. Туманність Оріона містить дуже молоде розсіяне зоряне скупчення, відоме як Трапеція завдяки астеризму його головних чотирьох зірок. Дві з них можна відокремити у їх бінарні системи при якісному спостереженні вночі, даючи в цілому шість зірок. Зірки Трапеції, поряд з багатьма іншими зірками, ще відносно молоді. Трапеція — це складова набагато більшого Скупчення Туманності Оріона, асоціації близько 2800 зірок з діаметром 20 світлових років. Два мільйони років тому цей кластер, можливо, був домівкою для зникаючих зірок AE Aurigae, 53 Arietis і Mu Columbae, які в даний час віддаляються від туманності зі швидкостями більше 100 км/с.

### Забарвлення
Спостерігачі вже давно відзначають характерний зеленуватий відтінок туманності, а також області червоного та синьо-фіолетового. Червоний відтінок є результатом випромінювання лінії рекомбінації Hα з довжиною хвилі 656,3 нм. Блакитно-фіолетове забарвлення — це відбите випромінювання від масивних зірок О-класу у центральній частині туманності. Зелений відтінок був дещо загадковим для астрономів першої половини 20 століття, тому що жодна з відомих спектральних ліній в той час не могла пояснити його. Існувало декілька припущень, з них: що лінії були викликані новим елементом, а назва «небулій» була створена саме для цієї загадкової речовини. З більш глибоким розумінням атомної фізики пізніше було визначено, що зелений спектр був викликаний низькоймовірнісним електронним переходом в двічі іонізованому кисню, так званим «забороненим переходом». Це випромінювання в той час було неможливо відтворити в лабораторії, оскільки це означало створення майже ідеальних, вільних від зіткнень умов вакууму космосу.

## Структура
Туманність Оріона простягається по ділянці неба розміром 1 ° та містить в собі нейтральні хмари газу та пилу, асоціації зірок, зони H II та відбивні туманності. Туманність є частиною набагато більшої туманності, відомої як хмара Оріона. Хмара Оріона поширюється по всьому сузір'ї Оріона і містить: петлі Барнарда, туманність Кінська Голова, M43, M78 і туманність Полум'я. Зірки формуються в усій хмарі Оріона, але більшість молодих зірок зосереджені в щільних скупченнях, як ті, що освітлюють туманність Оріона.

## Спостереження

М42 — «Туманність Оріона»

«Велика Туманність Оріона» поряд з «Туманністю Андромеди», «Стожарами» та «Магеллановими Хмарами» входить до числа найвідоміших об'єктів далекого космосу. Це — чи не найпривабливіший для аматорів астрономії зимовий об'єкт північного неба. Неясне світіння М42 добре помітно в районі «меча Оріона» (ι, θ і 45 Ori) навіть неозброєним оком. У польовий бінокль туманність вже добре видно як досить яскраву витягнуту хмаринку.
У середній за апертурою телескоп (з діаметром об'єктива 100–150 мм) на чорному заміському небі туманність постає у вигляді дуги натягнутого лука (чи кажана) з яскравим центром і різко спадаючою яскравістю «крил». В середині дуги впадає в очі тісна трапеція з чотирьох зірок 5-6 зоряної величини, а на схід (від основи — на південний схід крила) — лінію з трьох зірок 5-8 зоряної величини. Темний провал у місці, де сходяться крила туманності, через характерний малюнок іноді називають «Риб'ячий Рот». Перед дугою крил в темну ніч видно пряму неяскраву смужку — «Меч». Західну неяскраву частину туманності, яка ніби охоплює крила, західні спостерігачі називають «Вітрило».
У більший телескоп і в поєднанні з так званими «діпскай»-фільтрами (UHC, OIII ) ця туманність тішить око великою кількістю деталей, як у своїй яскравій частині, так і за тьмянішою периферією, що в загальному — не характерно для дифузних туманностей. Крім того багато спостерігачів стверджують, що бачать зеленуватий відтінок найяскравішої частини М42 (в районі «Трапеції»), а деякі бачать і рожевий, як на фотографії, колір окремих волокон біля лінії з трьох зірок.

### Небесні сусіди з каталогу Мессьє
- М43 — поруч з М42 (біля північного крила) — фактично її частина у вигляді коми;
- М78 — комплекс досить яскравих відбивних туманностей на північно-північно-схід від ξ Ori ,

а також
- NGC 1977, 1973 і 1975 — комплекс відбивних туманностей «Людина що біжить» близько 45 Ori на північ від пари М42/43 (для візуальних спостережень потрібно дуже гарне небо);
- NGC 1980 — також дуже неяскрава відбивна туманність навколо ι Ori на південь від М42/43;
- IC 434 — близько до східної зорі «Пояса Оріона» ξ Ori туманність «Кінська Голова» — об'єкт для дійсно чистого неба (фільтр Hβ дуже допомагає);
- NGC 2024 — туманність «Танковий Слід» або «Полум'яна» (Flame) на схід від ξ Ori.

### Послідовність спостереження в «Марафоні Мессьє»
… М34 → М79 →М42 → М43 → М78 …

## Навігатори
Координати:  05г 35м 17.3с, −05° 23′ 28″